# Bombus fedtschenkoi
Bombus fedtschenkoi är en biart som beskrevs av Morawitz 1875. Den ingår i släktet humlor och familjen långtungebin. Inga underarter finns listade. Arten är litet studerad, och inte mycken fakta finns samlad kring den.

## Beskrivning
Honan har övervägande blekgul päls, men är svart på huvudet, benen, buksidan och de sista två tergiterna (ibland kan fler tergiter vara svarta). Dessutom har arten oftast ett svart tvärband på mellankroppen, mellan vingfästena. Hanen är nästan helt blekgul, men har en blandning av gula och svarta hår på huvudet. Åtminstone de tre första tergiterna, ibland även den fjärde och sidorna på den femte är gula, ofta dock med inblandning av svarta hår; resten av tergiterna (notera att alla hanhumlor har en tergit mer än honorna) är svarta, åtminstone i mitten. Mellankroppen är helgul, utan honornas svarta band mellan vingfästena.

## Ekologi
Humlan är en bergsart, som förekommer på höjder mellan 2 400 och 4 275 m.
Som alla i undersläktet (Subterraneobombus) är arten långtungad, och söker sig främst till blommor med djupa kalkar. Undersläktets arter föredrar öppna gräsmarker, gärna i bergen, och halvöknar.

## Utbredning
Arten förekommer i Kazakstan, Kirgizistan och Tadzjikistan.